# Spirastrella cunctatrix
Spirastrella cunctatrix är en svampdjursart som beskrevs av Schmidt 1868. Spirastrella cunctatrix ingår i släktet Spirastrella och familjen Spirastrellidae. Inga underarter finns listade i Catalogue of Life.

## Bildgalleri

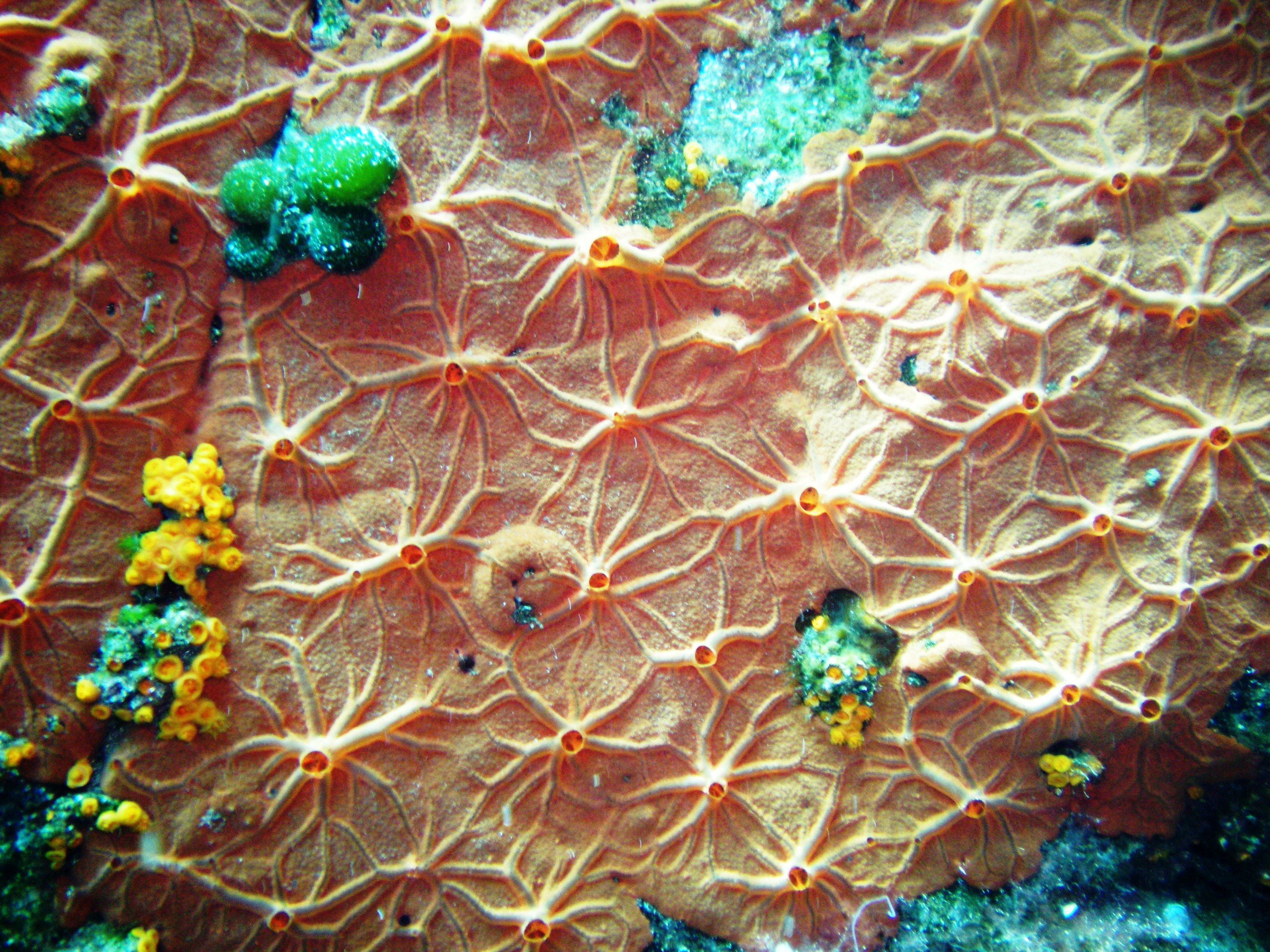